# Torre del Català
La Torre del Català o de Sierra Bermeja és una alimara situada a Lepe (província de Huelva), declarada bé d'interès cultural.

## Descripció

### Situació
Es troba sobre un turó a 37 msnm, a 2,4 km del Port del Terrón i a 1,22 km de la costa, a mitjana distància entre la platja de La Antilla i el port del Terrón. Tenia la missió de vigilar-la contra la incursió de pirates. Des de la seva posició es pot observar el paratge natural Marismas del río Piedras i Flecha de Nueva Umbria.

### Característiques
Té forma troncocònica, presentant aparell de paredats mal treballats. Té un graó a mitja alçada, que divideix les dues fases de la seva construcció. La primera fase és massissa de pedra i la segona de pedra i maó. La porta d'entrada, de llinda, està situada a 4,93 m del sòl i dona pas al vestíbul. Aquesta disposició pretenia protegir els torrers d'un assalt directe a l'edifici i l'accés a la torre es realitzava mitjançant una escala de corda o fusta que era posteriorment retirada. L'obertura d'entrada, de 1,35 m x 0,57 m, està orientat cap a terra i és de pedra calcària.
El vestíbul és de planta rectangular, abastant els 2,05 metres de gruix del mur, i està cobert per una volta escarsera. Del vestíbul parteix una escala cap al terrat, que en aquesta mena de talaies sol partir de la cambra. Una altra peculiaritat de l'escala, de setze esglaons protegits per mamperlans de fusta, és que s'adapta a la corba del mur, en lloc de ser de cargol.
La cambra de la torre presenta planta circular, de 4,60 metres de diàmetre, i volta semiesfèrica, d'aparell de maó a llarg i través. En el sòl de la cambra es troba la boca d'un pou.
El terrat, de 7,10 m de diàmetre interior, està delimitat per un ampit, que manca de merlets artillers ii la garita de l'últim tram de l'estreta escala, embotida en el mur, que desemboca en aquest lloc des del vestíbul. Aquesta garita presenta forma quadrangular i es tanca amb falsa cúpula, composta per aproximació de filades de lloselles. Té unes mesures de 2,80 metres d'altura, 1,80 m d'ample i 1,63 de fons i és un element significatiu de la imatge de la torre per la seva grandària, superior a la d'altres torres.

### Denominació
Encara que actualment se la coneix com a Torre del Catalán, va ser esmentada de manera oficial com Torre de Sierra Bermeja fins a ben entrat el segle xviii . El topònim Sierra Bermeja es deu a la posició d'altura del turó sobre el qual s'alça la torre, de color vermellós. No obstant això, hi ha constància de l'ús d'El Catalán per a referir-se a aquesta zona en les Ordenances Antigues del segle xvi conservades en l'Arxiu Municipal de Lepe.

### Funció
La talaia albergava un o diversos guaites, la missió dels quals era atalaiar l'horitzó a la recerca de pirates barbarescos amb temptativa d'atacar la costa. En aquesta situació, avisaria per mitjà de senyals de foc, durant la nit, i amb fums o agitant llenços blancs, durant el dia.
Es van construir altres torres alimares situades per tota la costa de Huelva, que es troben en diferent estat de conservació: des de la desaparició fins a la restauració, passant per una torre invertida després del terratrèmol de Lisboa de 1755 (Torre de la Higuera). Fins al moment de la construcció d'aquestes torres, la costa estava protegida solament per una xarxa de castells situats en les viles de l'interior, com el de Lepe en aquest cas.

## Història

### Construcció

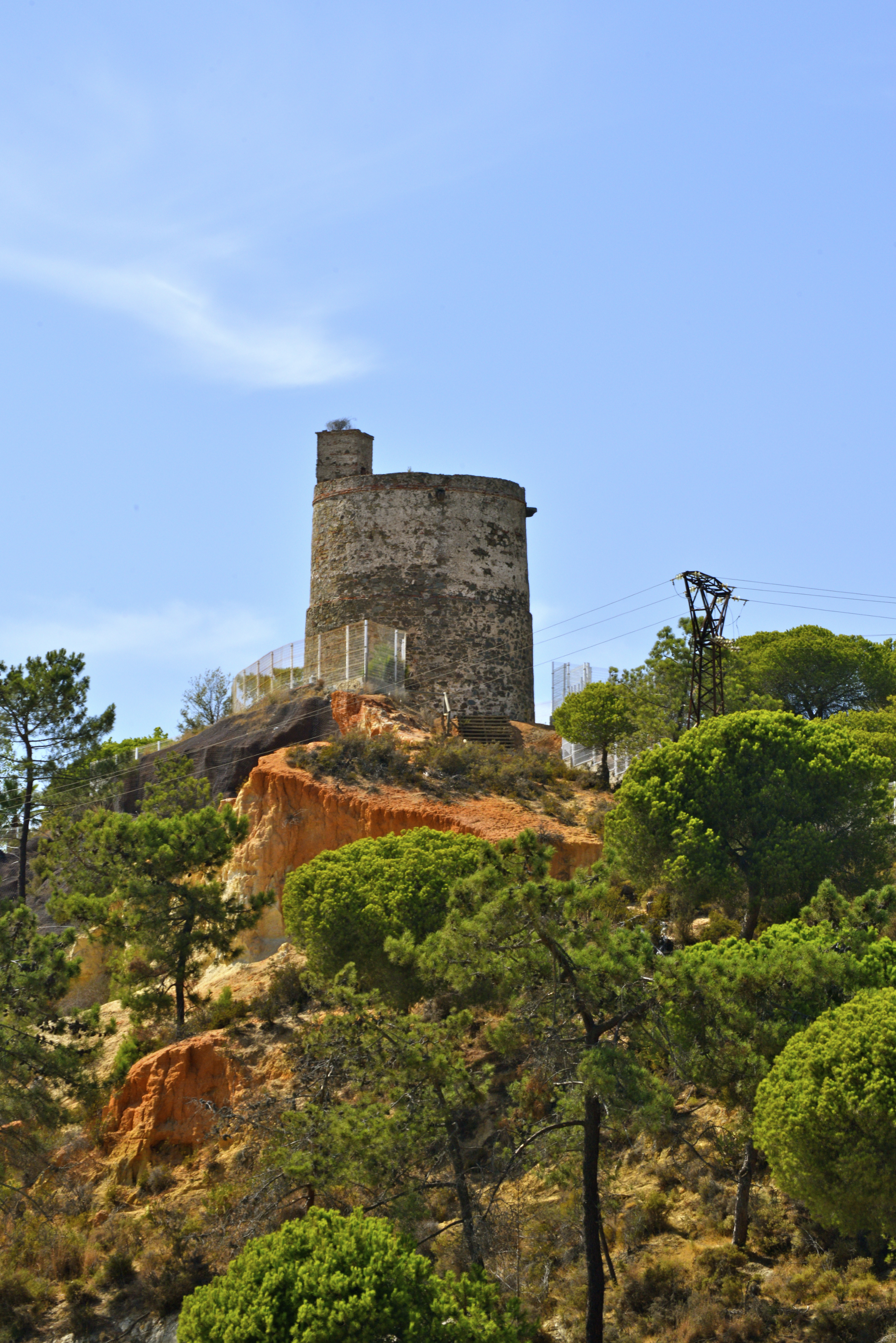
Vista de la Torre del Català sobre el turó.

La seva construcció s'emmarca dins del pla de Felip II per a defensar la costa contra les incursions dels pirates barbarescos mitjançant la construcció de torres alimares. El Descobriment d'Amèrica i el comerç amb les índies va provocar un augment de la pirateria a la costa atlàntica d'Andalusia al segle xvi. Això va provocar una sèrie d'inspeccions i propostes entre 1570 i 1576, que aconsellaven l'alçament d'aquestes torres per tota la costa. El comanador d'Hornos, Luis Bravo de Llacunes, va visitar les viles de la costa de Huelva i es va reunir amb els regidors de Lepe i l'escrivà públic el 5 d'agost de 1577 per a comunicar l'ordre real d'aixecar una torre de talaia i fort a El Terrón i una de talaia a Sierra Bermeja. Les autoritats locals es van mostrar prestes a complir, però posteriorment van pledejar contra l'obligació d'assumir els costos de construcció, per entendre que beneficiava més a la ciutat de Sevilla que a ells mateixos. Igual posició van adoptar el marquès d'Ayamonte, el duc de Béjar, el comte de Miranda del Castañar i el duc de Medina Sidonia.
La Corona va enviar el 1584 el llicenciat Gilberto de Bedoya perquè impulsés la construcció de les torres defensives costaneres mitjançant el repartiment i cobrament dels costos corresponents als nobles. L'expedició de Drake de 1587 a la badia de Cadis va augmentar l'interès a accelerar-ne la construcció, i consta que la torre del Català s'alçava el juny de 1587 fins a una altura de vint peus, és a dir, uns 5,60  d'altura.
Bedoya va ser retirat del projecte i les obres van quedar paralitzades durant uns anys. El 1590, el Consell de Justícia va emetre un acte que obligava els nobles a construir i pagar les torres i és després de la designació de Fernando Álvarez de Bohórquez com a jutge de comissió que es finalitzaren les obres, ja conclosa en una visita el 13 de juny de 1597. La construcció en dues fases s'aprecia visualment mitjançant un cordó de maons que separa totes dues i el menor diàmetre de la fase superior, en la qual se situen la cambra, el vestíbul i l'escala d'accés al terrat.
Com a torre alimara, un visitador va preveure per a ella el 1618 tres soldats de guàrdia, sense artilleria, que sí que seria presumiblement situada a la Torre del Terrón, més pròxima a la boca del riu Piedras. També aquest any va semblar haver-se renunciat a la construcció de la Torre de Vaciatalegas, que estaria situada entre la del Català i la de Canela. L'auxili en la defensa de la costa a les torres del Català i El Terrón corresponia a la vila de Lepe, segons es desprèn de diversos informes d'inicis del segle xvii.

### Declivi
Al segle xviii va iniciar el declivi de la talaia, principalment a causa  de l'allunyament de la costa per la colmatació de l'estuari situat als peus del penya-segat. El terratrèmol de 1755, que va derrocar a Lepe 311 de les 382 cases existents, va accelerar aquest procés i va deixar la torre a un quilòmetre de distància de la riba.
El 1720 constava la dotació de tres persones a la torre i el 1739 es va proposar dotar-la de dos canons de calibre d'ànima 12, encara que no hi ha prova documental ni estructural d'aquesta reforma. A l'any següent del terratrèmol, el 1756, encara constava que la torre estava en servei, amb un Capità posat per la Marquesa d'Astorga. Durant la resta del segle XVIII va continuar apareixent en els rumbs de la costa com Torre del Català, encara que una proposta de rehabilitació de les torres alimares de la costa de Huelva de 1820 indicava que per a aquesta data estaven en desús, entre elles la del Català. En pitjor estat estava la pròxima Torre del Terrón, que el 1820 apareixia com «arruïnada» i el 1900 com desapareguda, deixant a la Torre del Català com «l'edifici més notable d'aquesta part de costa».

### Situació actual
La Torre del Català va ser protegida per decret de 22 d'abril de 1949, que declara la protecció de tots els castells espanyols.[20] Va ser inscrita com a Bé d'Interès Cultural, sota la tipologia jurídica de "monument", el 29 de juny de 1985 i en 1993 va ser inclosa en el Catàleg Andalús de Béns d'Interès Cultural.
El 14 de març de 2015, la Torre del Català va formar part del programa de visites divulgatives Descobreix les teves fortaleses, promogut pel Col·legi Oficial d'Arquitectes de Huelva i la Diputació de Huelva.
L'Ajuntament de Lepe va adquirir la torre i el seu entorn, d'aproximadament 600 m², en una subhasta realitzada per l'Agència Tributària al maig de 2015, per un valor de 39.015,73 €. Després de l'adquisició, l'administració municipal va acordar amb Endesa el 2019 el lloguer de 320 m² addicionals durant vint-i-cinc anys, prorrogables automàticament per períodes de cinc anys i per una renda de 120 euros anuals. L'objectiu d'aquest acord és crear un Centre d'Interpretació de la història i arquitectura defensiva del municipi entorn de la torre sota el projecte Posada en valor i accessibilitat de la Torre del Català de Lepe i desenvolupament de la Vora, presentat en FITUR 2020.